# Cornelius Hamsfort den yngre
Cornelius Hamsfort den yngre, född 1546, död 1627, var en dansk läkare och historiker. Han var son till Cornelius Hamsfort den äldre.
Cornelius Hamsfort efterträdde fadern som apotekare i Odense. Han började tidigt intressera sig för historisk forskning. Såväl en sammanställning av Holsteins och Ditmarskens historia som hans anteckningar rörande de danska biskoparna under medeltiden och till Danmarks historia i allmänhet har varit av värde för senare forskning. Hamsfort har nämligen ofta hämtat sina uppgifter direkt ur källorna. Alla Hamsforts arbeten är otryckta men har utnyttjats av Jacob Langebek i hans Scriptores rerum danicarum.